# 苻騰
苻騰（？—364年），中國五胡十六國時代人物，前秦开国皇帝苻健的第七子。
前秦皇始元年（351年）正月二十日，苻健即天王、大单于位，立国号为大秦，改年号为皇始，封苻騰为淮阳公。次年，苻騰进封淮阳王。357年，苻腾的三哥苻生被废，苻坚称天王，苻腾降为淮阳公。364年，汝南公苻腾图谋反叛苻坚，被苻坚诛杀。之后他的八弟晋公苻柳、十弟魏公苻廋、十一弟燕公苻武、十二弟赵公苻幼先后反对苻坚而被杀。